# Buhlbachsee
Der Buhlbachsee ist ein Karsee im nördlichen Schwarzwald am Südwestrand der Gemarkung von Baiersbronn im Landkreis Freudenstadt in Baden-Württemberg, der seit dem 1. Januar 2014 zum Nationalpark Schwarzwald gehört.
Der See liegt rund 4,5 km südöstlich des Schliffkopf-Gipfels im Buhlbachtal und weniger als einen halben Kilometer nordöstlich der Schwarzwaldhochstraße. Der See ist zu Fuß auf verschiedenen Wegen zu erreichen und zwar vom Kniebis, von Baiersbronn-Obertal oder von der Schwarzwaldhochstraße her.
Der See ist ungefähr 160 Meter breit und fast rund. Nur im Nordosten, wo der im Südwesten zugeflossene Buhlbach den See wieder verlässt, hat er eine Ausbuchtung, über die er eine Länge von etwa 200 Metern erreicht. Im See liegt eine etwa 0,7 ha große Schwingrasen-Fläche, die von Birken bewachsen ist.
Wie alle Karseen ist auch der Buhlbachsee durch Gletscher entstanden. Die letzte Vertiefung des Seebeckens geschah während der Würm-Kaltzeit, die im Schwarzwald vor ungefähr 10.000 Jahren endete.

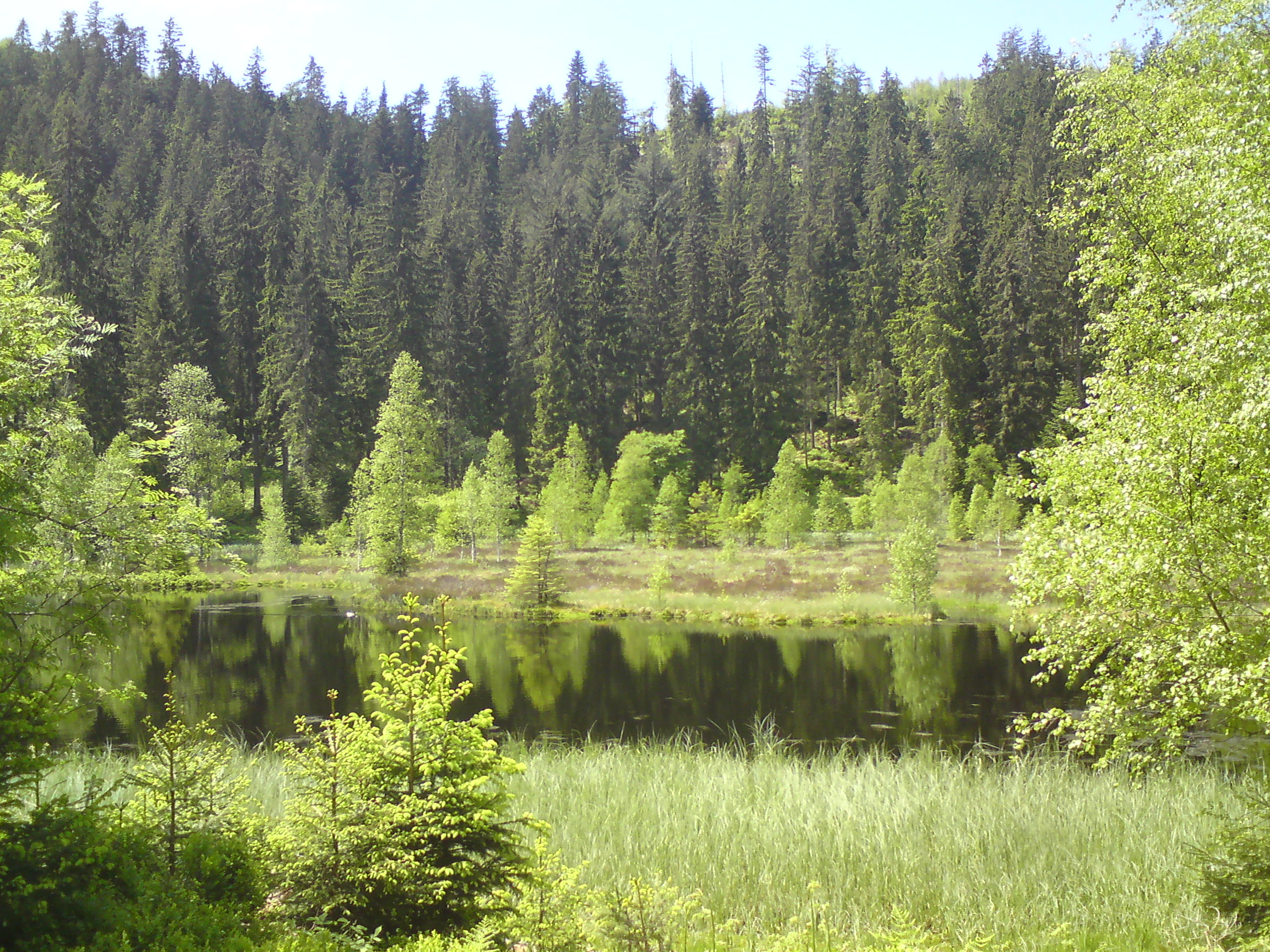
Buhlbachsee (Juni 2013)
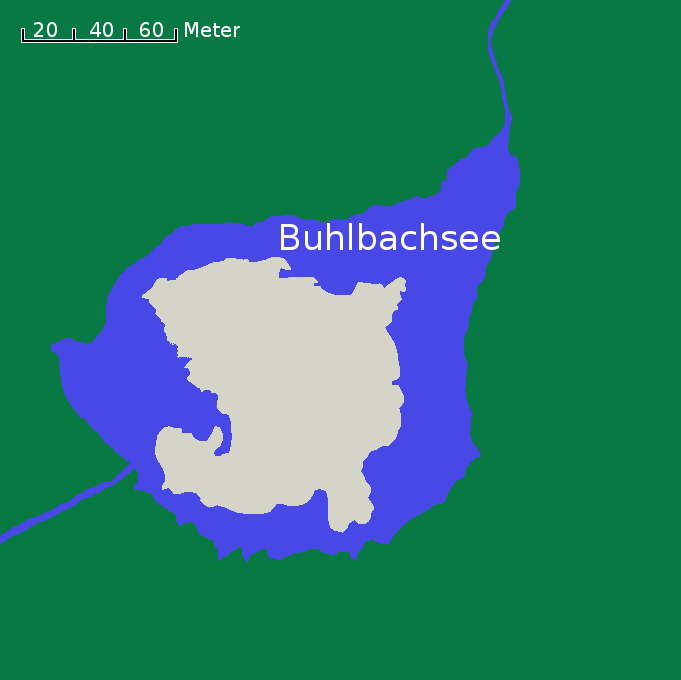
Karte des Buhlbachsees mit Schwingrasen